# Janet Parker
Janet Parker (nacida como Janet Witcomb; Birmingham, Tierras Medias Occidentales, marzo de 1938-Catherine-de-Barnes, Tierras Medias Occidentales, 11 de septiembre de 1978) fue una fotógrafa médica británica conocida por ser la última persona muerta de viruela registrada en todo el mundo. Se contagió accidentalmente debido a una mala manipulación del virus en un laboratorio de Gran Bretaña en 1978.

## Infección y enfermedad
Parker era una fotógrafa médica que trabajaba en el departamento de anatomía de la Escuela de Medicina de la Universidad de Birmingham. Desarrollaba su trabajo en un cuarto oscuro en un piso por encima de un laboratorio en el cual se conducía una investigación clandestina ilegal con muestras del virus de la viruela. Dicho virus se extendió probablemente a través de un conducto de servicio que conecta los dos pisos.
El 11 de agosto de 1978, Parker (quien había sido vacunada contra el virus en 1966) comenzó a sentirse enferma con dolores de cabeza y musculares. En su cuerpo comenzaron a aparecer erupciones cutáneas que inicialmente se consideraron benignas. Fue ingresada en el hospital East Birmingham (hoy, Heartlands) el 20 de agosto sobre las 3 de la tarde y diagnosticada al día siguiente de viruela mayor un tipo muy letal de la enfermedad causada por el Variola virus. Para entonces las erupciones se habían extendido por todo su cuerpo, incluidas manos y plantas de los pies.
El diagnóstico corrió a cargo de los médicos Alsdair Geddes y Thomas Henry Flewett, confirmando la presencia del virus observando el fluido de las erupciones mediante un microscopio electrónico.
A las 10 de la noche se dirigía al Hospital de aislamiento Catherine-de-Barnes cerca de Solihull. A las 23:00 horas, todos sus contactos cercanos, incluidos sus padres, fueron puestos en cuarentena.
Más tarde, sus padres también fueron trasladados a Catherine-de-Barnes.

## Fallecimiento
Parker murió de viruela en el hospital Catherine-de-Barnes el 11 de septiembre de 1978 (un mes después de empezar a presentar síntomas).
Si bien muchas personas tuvieron contacto cercano con Parker desde que fue infectada, sólo su madre, Hilda Withcomb, contrajo la enfermedad; sin embargo, sobrevivió.
Por otro lado, su padre Frederick murió de un ataque cardiaco a los 77 años, cuando visitaba a su hija en el hospital. No se le hizo autopsia debido al riesgo de infección.

## Consecuencias
Debido al suceso, el 6 de septiembre, el profesor Henry Bedson, hijo de Sir Samuel Phillips, jefe del departamento de microbiología médica, se suicidó. Se cortó el cuello en el jardín en su casa y murió en el Hospital de la Reina Isabel II de Inglaterra en Birmingham unos días más tarde. Su nota de suicidio decía: "Siento que he perdido la confianza que muchos de mis amigos y colegas han depositado en mí y en mi trabajo".
En 1977, la Organización Mundial de la Salud (OMS) había negado a Henry Bedson la autorización necesaria para que su laboratorio se convirtiera en un Centro Colaborador en materia de viruela. Esto fue en parte debido a preocupaciones de seguridad; la OMS quería que muy pocos laboratorios mantuvieran el virus. En respuesta, Henry Bedson, en vez de destruir las muestras como le era requerido por la ley, optó por continuar sus investigaciones sobre la viruela en la clandestinidad, lo que a la postre produciría accidentalmente el contagio de Janet Parker.